# Tychicus
Tychicus, även Tychikos eller Tykikus, var enligt Apostlagärningarna 20:4 en av den kristne aposteln Paulus följeslagare på en av dennes missionsresor. I äldre almanackor fanns namnet på 29 april. Han besökte Paulus under hans fångenskap i Rom. Paulus skickar honom till både Efesos och Kolosse för att personligen berätta om hur Paulus har det men också för att leverera tre stycken av Paulus brev, de så kallade fångenskapsbreven (Efesierbrevet, Kolosserbrevet samt Filemons brev. I Titusbrevet nämner Paulus att han ska skicka Tykikus till Kreta för att avlösa Titus och senare i historien så ser man att Paulus återigen skickar Tykikus till Efesus för att hjälpa församlingen 2 Timoteusbrevet 4:12
Namnet Tychicus fanns, till minne av aposteln, den 29 april i den svenska almanackan före 1766.